# Rose Reynolds
Rose Alice Reynolds (Exeter, 21 febbraio 1991) è un'attrice e cantante britannica.
È nota per aver recitato nelle serie Wasted, Poldark e C'era una volta.

## Biografia
Reynolds è nata a Exeter, Devon, dove la sua famiglia risiede ancora.
Si è diplomata alla Guildhall School of Music and Drama nel 2012. Ha anche studiato arti dello spettacolo presso lo Stage di Stage Academy di Exeter.

### Carriera
Reynolds ha trascorso molti anni della sua carriera di attrice lavorando in produzioni teatrali, tra cui Tiger Tail, Candide, La dodicesima notte e My Children! My Africa!.
Nel 2013, Reynolds ha ricevuto un encomio agli Ian Charleson Awards per la sua interpretazione nel 2012 di Lavinia in Titus Andronicus alla Royal Shakespeare Company.
Nel 2017, Reynolds ha interpretato Alice/Tilly nell'ultima stagione della serie tv C'era una volta.

## Filmografia
| Anno | Titolo            | Ruolo        | Note           |
| ---- | ----------------- | ------------ | -------------- |
| 2013 | La fine del mondo | Tracy Benson |                |
| 2014 | Drunk Dialling    | Lucy         | Cortometraggio |
| 2015 | Uneventful        |              | Cortometraggio |

| Anno    | Titolo          | Ruolo         | Note                                      |
| ------- | --------------- | ------------- | ----------------------------------------- |
| 2010    | Our Zoo         | Alice         | Episodio: "The Idea"                      |
| 2014    | Doctors         | Paula Abbot   | Episodio: "Do No Harm"                    |
| 2016    | Wasted          | Sarah Durkin  | Ruolo principale                          |
| 2016    | Poldark         | Betty Carkeek | 2 episodi                                 |
| 2017–18 | C'era una volta | Alice/Tilly   | Ruolo ricorrente (stagione 7); 14 episodi |

## Doppiatrici italiane
- Antilena Nicolizas in C'era una volta